# Иглесиас, Херардо
Херардо Иглесиас Аргуэльес (исп. Gerardo Iglesias Argüelles, род. 29 июня 1945 года, Ла Церезал, Мьерес, Астурия, Испания) — испанский политический, профсоюзный и общественный деятель еврокоммунистического толка, близкий соратник Сантьяго Каррильо. Генеральный секретарь ЦК Коммунистической партии Испании (1982—1988), основатель и первый координатор коалиции «Объединённые левые» (1986—1989), депутат Генеральных кортесов от Мадрида (1986—1989).
С именем Иглесиаса связано как некоторое смягчение раскола в испанском коммунистическом движении в первые годы его руководства партией (так, в КПИ вернулись многие члены Испанской коммунистической рабочей партии, включая её лидера Энрике Листера), так и его значительное углубление в последующий период (выход из КПИ многих сторонников ориентации партии на КПСС и их объединение с рядом ортодоксальных организаций, раннее вышедших из партии, в Коммунистическую партию народов Испании). Предпринятая им попытка консолидации левых сил, в конечном итоге, оказалась провальной, что привело к добровольной отставке Иглесиаса с партийных постов и его уходу из политики.

## Биография
Родился в семье шахтёра. Его отец принимал участие в партизанском движении против диктатора Франко и в 1950 году был арестован боевиками Гражданской гвардии, подвергших его жестоким пыткам на глазах у 5-ти летнего сына. Этот эпизод оказал сильное психологическое влияние на Иглесиаса, который стал убеждённым противником фашистского режима.
В 1961 году, будучи шахтёром, вступил в находившуюся в подполье Коммунистическую партию Испании (КПИ). Неоднократно подвергался арестам за политическую и профсоюзную деятельность, в первый раз был арестован в 1962 году за организацию большой забастовки астурийских горняков. В следующем году был избран членом регионального комитета Коммунистической партии Астурии. В конце января 1967 года Иглесиас был арестован вместе с другими членами провинциального профсоюзного комитета в ходе обширной операции спецслужб режима, направленной на срыв «Дня борьбы». Его приговорили к четырем годам и шести месяцам лишения свободы.

### В Центральном комитете партии
В 1973 году Иглесиас был избран членом ЦК КПИ и, вновь оказавшись под арестом, провёл в тюрьме ещё год. Активно вёл борьбу с астурийскими властями за улучшение уровня жизни горняков, но, по большей части, без успеха. В 1976 году был избран генеральным секретарём Рабочих комиссий Астурии, в 1978-м — членом Исполнительного комитета ЦК КПИ.
На партийных постах, Иглесиас поддерживал генерального секретаря Сантьяго Каррильо и группу его сторонников (Клаудин, Семпрун), занимавших еврокоммунистические позиции и выступавших за отказ от продолжения силовой борьбы с режимом, отход от марксизма-ленинизма и легализацию партии посредством союза с ИСРП. В свете усугубления советско-китайского конфликта (сопровождавшегося идеологической полемикой между КПСС и КПК, внесшей сильные разногласия в международном коммунистическом движении) это привело к целой серии расколов просоветской и прокитайской ориентации, что значительно подорвало влияние партии и вызвало критику со стороны ветеранов испанского рабочего движения и Республики (таких, как Энрике Листер и Висенте Урибе).
Председательствовал на X съезде КПИ, состоявшемся в 1981 году, где защищал Каррильо и положения еврокоммунизма от критики так называемых реставраторов во главе с представителем просоветского крыла партии Игнасио Гальего, которые после этого были исключены из КПИ или покинули её самостоятельно.

### Во главе партии
Череда провалов испанских коммунистов, значительное сокращение численности партии в результате многочисленных расколов (с 200 тыс. человек на момент её легализации в 1977 году до 80 тыс. в 1982 году) последними из которых стали раскол в конце 1981 года её ведущего союзника — Объединённой социалистической партии Каталонии (ОСПК), из которой вышло просоветское крыло, объединившееся в Партию коммунистов Каталонии, — и полный разгром КПИ на выборах в октябре 1982 года (партия получила только 4 мандата) — вызвали сильное недовольство в отношении Каррильо и проводимой им политики. Его всё чаще критиковали за отказ от марксизма, соглашательство с монархией, провоцирование многочисленных расколов партии и нежелание идти на их урегулирование. В ноябре 1982 года он был вынужден оставить пост Генерального секретаря, на который был избран Иглесиас.
Новый глава партии выступил с тезисами, близкими к позициям не так давно изгнанных реставраторов — не отказываясь от еврокоммунизма, он несколько изменил идеологические основы КПИ влево и ослабил критику КПСС, чтобы смягчить противоречия с более ортодоксально настроенными силами и добиться их возвращения. В 1985 году Сантьяго Каррильо со своими сторонниками был исключён из партии. В КПИ вернулся Энрике Листер и крупная часть его Испанской коммунистической рабочей партии, однако это не привело к ослаблению кризиса — в октябре 1983 года партия пережила очередной раскол, когда из неё вышло практически всё ортодоксальное крыло во главе с членом Исполкома ЦК Игнасио Гальего. В первой половине 1984 года он вместе с рядом левых групп и организаций основал Коммунистическую партию народов Испании (КПНИ).
Хотя в КПНИ перешло немало членов КПИ, партия (вопреки ожиданиям ортодоксов) не отказалась от еврокоммунизма и не развалилась. В 1986 году он совместно с Гальего инициировал создание коалиции «Объединённые левые» в составе КПИ, КПНИ, ОСПК, Федерации прогрессистов, Партии социалистического действия, Карлистской партии, Гуманистической партии, андалузской партии CUT и Республиканской левой партии, и был избран её координатором.
На парламентских выборах 1986 года Иглесиас был избран депутатом от Мадрида, однако коалиция «Объединённые левые» показала в целом результат хуже, чем рассчитывали её основатели — в кортесы прошли только 7 депутатов (4 от КПИ, 1 от ОСПК, Гальего от КПНИ и 1 от Федерации прогрессистов). Хотя ЦК КПИ назвал итоги выборов «обнадёживающими», в коалиции усилились разногласия между её главными членами — КПИ и КПНИ, в результате которых вторая вышла из неё. Попытка Иглесиаса объединить левое поле Испании завершилась его поражением, что предопределило его скорый уход из политики.

## Отставка и уход из политики
В 1988 году на XII съезде партии Херардо Иглесиас ушёл в отставку с поста Генерального секретаря, уступив пост Хулио Ангите, в следующем году он оставил и руководство «Объединёнными левыми». Несмотря на предложение баллотироваться в кортесы на выборах 1990 года, он покинул политическую жизнь страны и вернулся к работе горняком, пока из-за болезни, вызванной несчастным случаем на производстве, ему не пришлось уйти на пенсию.